# Rehau (entreprise)
Pour l’article homonyme, voir Rehau.
Le groupe REHAU, créé en 1948, est une société en commandite dont le siège social est à Muri bei Ben en Suisse. C'est un des plus importants transformateurs mondiaux de polymères. L'entreprise produit et fournit des solutions polymères pour les secteurs du bâtiment, de l'automobile et de l'industrie.
REHAU compte environ de 18 000 employés répartis sur environ 180 sites.
Le siège de l'administration centrale du groupe est localisé dans la ville de Rehau en Allemagne pour les domaines de l'industrie et de l'automobile, et à Erlangen pour l’activité bâtiment. Le conseil de surveillance du groupe REHAU est situé à Muri dans le canton de Berne en Suisse.

## Historique
Helmut Wagner fonde l’entreprise en 1948 à Rehau. En 1962, la première usine construite en dehors de l'Europe ouvre à Montréal. Depuis l'année 2000, Helmut Wagner a confié la direction du conseil de surveillance à ses fils Jobst Wagner et Dr. Veit Wagner. 